# Weißenkirchen im Attergau
Weißenkirchen im Attergau ist eine Gemeinde in Oberösterreich im Bezirk Vöcklabruck im Hausruckviertel mit 948 Einwohnern (Stand 1. Jänner 2024). Die Gemeinde liegt im Gerichtsbezirk Vöcklabruck.

## Geografie
Weißenkirchen im Attergau liegt auf rund 650 m Höhe im Hausruckviertel.
Die Ausdehnung beträgt von Nord nach Süd 6,4 km, von West nach Ost 6,4 km. Die Gesamtfläche beträgt 26,7 km², 53,9 % der Fläche sind bewaldet, 41,9 % der Fläche sind landwirtschaftlich genutzt.

### Gemeindegliederung
Das Gemeindegebiet umfasst folgende Ortschaften (in Klammern Einwohnerzahl Stand 1. Jänner 2024):
- Angern (7, auch Gem. Straßwalchen, Salzburg)
- Brandstatt (57)
- Egg (39)
- Freudenthal (3)
- Geßlingen (92)
- Giga (28)
- Haitigen (55)
- Hölleiten (79)
- Pabigen (52)
- Reittern (48)
- Röth (102)
- Stadln (65)
- Steinwand (58)
- Truchtlingen (39)
- Tuttingen (24)
- Vöcklatal (54)
- Weißenkirchen im Attergau (Hauptort, 41)
- Wieneröth (35)
- Ziegelstadl (70)

Katastralgemeinden sind Freudenthal und Weissenkirchen.
Einziger Zählsprengel für die ganze Gemeinde ist Weißenkirchen i. Attergau.
Die Ortschaft Schwaigern (auch Teil von Pöndorf) wurde 2009 abgeschafft, und durch Vöcklatal ersetzt, Angern (vorher Teil von Giga) wurde neu eingeführt.

### Nachbargemeinden
| Pöndorf                                 | Frankenmarkt                                |                   |
| Straßwalchen (Bez. Salzburg-Umg., Sbg.) | Kompassrose, die auf Nachbargemeinden zeigt | Berg im Attergau  |
| Zell am Moos                            |                                             | Straß im Attergau |

## Geschichte
Das Gebiet um Weißenkirchen wurde im 6. Jahrhundert von den Baiern besiedelt. Sie rodeten die Wälder und machten das Land fruchtbar.
Mehrere echte -ing-Namen (Witzmaning, Hipping) in der Gegend nördlich von Weißenkirchen belegen, dass das Gemeindegebiet schon im Frühmittelalter besiedelt wurde. Weitere Ortsnamen (Rodungsnamen: Röth, Reittern) weisen darauf hin, dass im Hochmittelalter (11./12. Jahrhundert) der Siedlungsraum durch Rodungen erweitert wurde.
Ursprünglich hieß die Ortslage St. Margarethen am Walde. Erst im 15. Jahrhundert erscheint die heutigen Ortsbezeichnung Weißenkirchen, die darauf hinweist, dass man eine frühere Holzkirche durch einen Steinbau ersetzte, und der Ort primär eine Ansiedlung um diese war.
Einer Sage nach sollte die Kirche ursprünglich auf einem anderen Platz in Tuttingen erbaut werden. Nachdem das Baumaterial aber zu wiederholtem Male auf wundersame Weise von dort auf die Bergeshöhe gebracht worden war, baute man die Kirche an der heutigen Stelle auf.
In der Barockzeit, als das Wallfahrtswesen im Zuge der Gegenreformation einen neuen Aufschwung erlebte, kam es auch in Weißenkirchen zu einer Wallfahrt zum hl. Leonhard, dem zweiten Kirchenpatron. 1711 wird zum Beispiel in einer Kirchenrechnung der Pfarre St. Georgen erwähnt, man habe zur Abwendung einer Viehseuche eine Prozession nach St. Margarethen abgehalten. Der sogenannte Leonhardi-Ritt entstand in dieser Zeit, wurde aber im Zuge des Wallfahrtsverbotes durch Joseph II. (1765–1790) eingestellt und erst 1924 wieder erneuert.
Im Jahr 1777 wurde Weißenkirchen mit der Loslösung von der Mutterpfarre St. Georgen eine eigene Pfarre. Die politische Gemeinde Weißenkirchen entstand 1851 (Schaffung der Ortsgemeinden 1848/49) und bestand wie heute aus den Katastralgemeinden Weißenkirchen und Freudenthal.

### Einwohnerentwicklung
| Weißenkirchen im Attergau: Einwohnerzahlen von 1869 bis 2024 | Weißenkirchen im Attergau: Einwohnerzahlen von 1869 bis 2024 | Weißenkirchen im Attergau: Einwohnerzahlen von 1869 bis 2024 | Weißenkirchen im Attergau: Einwohnerzahlen von 1869 bis 2024 | Weißenkirchen im Attergau: Einwohnerzahlen von 1869 bis 2024 |
| ------------------------------------------------------------ | ------------------------------------------------------------ | ------------------------------------------------------------ | ------------------------------------------------------------ | ------------------------------------------------------------ |
| Jahr                                                         |                                                              |                                                              |                                                              | Einwohner                                                    |
| 1869                                                         | 1869                                                         |                                                              | 1.028                                                        | 1.028                                                        |
| 1880                                                         | 1880                                                         |                                                              | 1.074                                                        | 1.074                                                        |
| 1890                                                         | 1890                                                         |                                                              | 1.122                                                        | 1.122                                                        |
| 1900                                                         | 1900                                                         |                                                              | 1.090                                                        | 1.090                                                        |
| 1910                                                         | 1910                                                         |                                                              | 1.069                                                        | 1.069                                                        |
| 1923                                                         | 1923                                                         |                                                              | 1.021                                                        | 1.021                                                        |
| 1934                                                         | 1934                                                         |                                                              | 1.027                                                        | 1.027                                                        |
| 1939                                                         | 1939                                                         |                                                              | 969                                                          | 969                                                          |
| 1951                                                         | 1951                                                         |                                                              | 1.060                                                        | 1.060                                                        |
| 1961                                                         | 1961                                                         |                                                              | 923                                                          | 923                                                          |
| 1971                                                         | 1971                                                         |                                                              | 865                                                          | 865                                                          |
| 1981                                                         | 1981                                                         |                                                              | 856                                                          | 856                                                          |
| 1991                                                         | 1991                                                         |                                                              | 921                                                          | 921                                                          |
| 2001                                                         | 2001                                                         |                                                              | 962                                                          | 962                                                          |
| 2011                                                         | 2011                                                         |                                                              | 930                                                          | 930                                                          |
| 2021                                                         | 2021                                                         |                                                              | 970                                                          | 970                                                          |
| 2024                                                         | 2024                                                         |                                                              | 948                                                          | 948                                                          |
| Quelle(n): Statistik Austria                                 |                                                              |                                                              |                                                              |                                                              |

## Kultur und Sehenswürdigkeiten

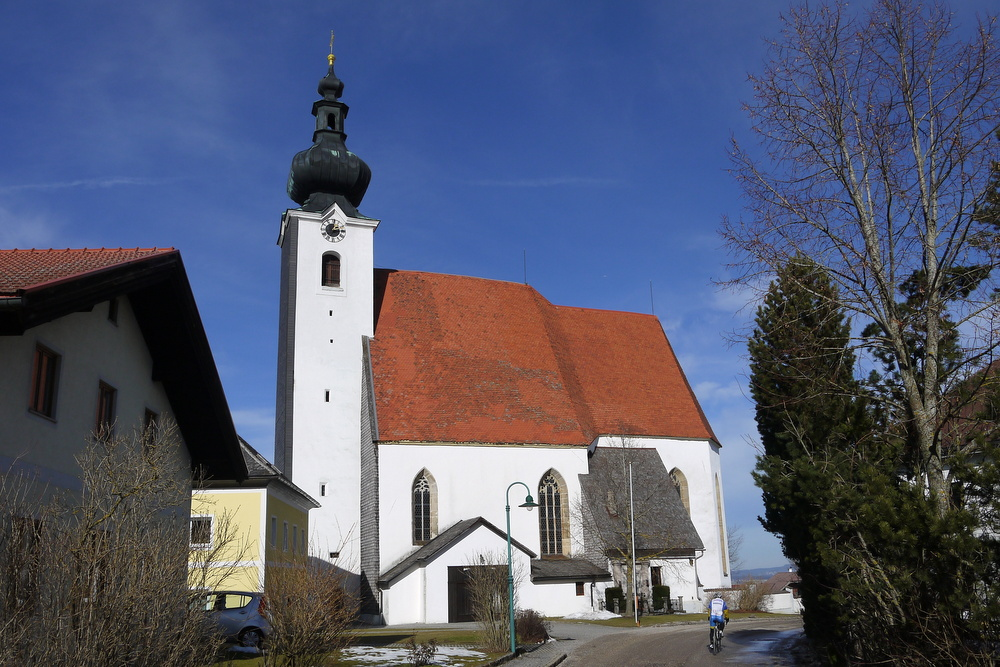
Pfarrkirche Weißenkirchen im Attergau

- Katholische Pfarrkirche Weißenkirchen im Attergau hl. Margaretha: Der erste urkundliche Nachweis eine Kirchenbaues stammt aus einem Ablassbrief für die Pfarre St. Georgen im Attergau (1299), wobei die Kirche ursprünglich nach ihrer Schutzheiligen St. Margaretha im Wald bezeichnet wurde.
- Glashütte Freudenthal: Die Glashütte des Freudenthaler Glases befand sich von 1716 bis 1942 im waldreichen Talschluss des Sprenzlbaches. Der letzte Besitzer war Theodor Freiherr von Stimpfl-Abele. Im Laufe der Zeit wurde eine breite Palette von Produkten erzeugt, und in die meisten Länder der Donaumonarchie abgesetzt. Nach einem Brand und anschließendem Neuaufbau wurden nur noch Medizin- und Apothekengläser hergestellt. Nach Absatzschwierigkeiten in der Zeit der Weltwirtschaftskrise und dem Einsturz des Fabrikdaches im strengen Winter 1942 wurde die Produktion nach dem Zweiten Weltkrieg nicht mehr aufgenommen.
Im Sommer 1999 wurde in der Gemeinde das Museum „Freudenthaler Glas“[3] eröffnet, welches Exponate aus der ehemaligen Produktion zeigt.
- Der Leonhardiritt wird einmal jährlich in Weißenkirchen im Attergau durchgeführt. Vereine und Privatpersonen nehmen mit geschmückten Pferdekutschen und Pferden teil. Anschließend zur Feldmesse und Pferdesegnung finden Reiterspiele wie das Kranzlstechen, Kutschenvorführungen und Fasslschlagen statt.[4]

## Wirtschaft und Infrastruktur
Im Jahr 2010 bewirtschafteten 79 landwirtschaftliche Betriebe eine Fläche von 1700 Hektar. Im Produktionssektor waren 86 Erwerbstätige beschäftigt, 85 davon arbeiteten im Bereich Herstellung von Waren. Im schwach ausgeprägten Dienstleistungssektor waren 20 der 45 Erwerbstätigen im Bereich soziale und öffentliche Diente beschäftigt.
Von den 480 Erwerbstätigen, die 2011 in Weißenkirchen lebten, arbeiteten 158 in der Gemeinde, drei Viertel pendelten aus.

### Fremdenverkehr
Weißenkirchen gehört zum Regionalverband Ferienregion Attergau als Teil des Salzkammerguts. Dem Tourismusverband Attergau (St. Georgen/Straß/Berg) ist Weißenkirchen mit einem eigenen Verband assoziiert. In den Jahren 2012 bis 2021 lag die Anzahl der jährlichen Übernachtungen zwischen 300 und 1800.

### Verkehr
- Eisenbahn: Die Westbahn verläuft nördlich des Gemeindegebietes. Der nächste Bahnhof befindet sich in Frankenmarkt.
- Straße: Die einzige Straßenverbindung ist die Landesstraße L1283. Diese verbindet die Gemeinde mit Frankenmarkt im Norden und St. Georgen im Attergau im Osten.

## Politik
Der Gemeinderat hat 13 Mitglieder.
- Mit den Gemeinderats- und Bürgermeisterwahlen in Oberösterreich 2003 hatte der Gemeinderat folgende Verteilung: 9 ÖVP, 3 SPÖ und 1 FPÖ.
- Mit den Gemeinderats- und Bürgermeisterwahlen in Oberösterreich 2009 hatte der Gemeinderat folgende Verteilung: 9 ÖVP, 2 SPÖ und 2 FPÖ.
- Mit den Gemeinderats- und Bürgermeisterwahlen in Oberösterreich 2015 hatte der Gemeinderat folgende Verteilung: 9 ÖVP, 3 FPÖ und 1 SPÖ.
- Mit den Gemeinderats- und Bürgermeisterwahlen in Oberösterreich 2021 hat der Gemeinderat folgende Verteilung: 9 ÖVP und 4 FPÖ.[9]

### Bürgermeister
Bürgermeister seit 1850 waren:
- 1850–1850 Joseph Auer
- 1850–1856 Johann Weninger
- 18565–1861 Josef Plainer
- 1861–1864 Josef Fally
- 1864–1867 Florian Karl
- 1867–1870 Johann Lachner
- 1870–1873 Georg Nini
- 1873–1876 Franz Haidinger
- 1876–1879 Anton Scherndl
- 1879–1882 Josef Lenzenweger
- 1882–1883 Anton Kritzinger
- 1883–1885 Johann Lenzenweger
- 1885–1888 Franz Zieher
- 1888–1891 Josef Mayrhauser
- 1891–1894 Sebastian Fally
- 1894–1897 Michael Pichler
- 1897–1900 Johann Iglasberger
- 1900–1903 Josef Haidinger
- 1903–1906 Johann Andorfer
- 1906–1909 Josef Wendl
- 1909–1912 Johann Andorfer
- 1912–1917 Josef Haidinger
- 1917–1919 Johann Starzinger
- 1919–1924 Johann Lenzenweger
- 1924–1929 Josef Gramlinger
- 1929–1935 Johann Loindl
- 1935–1937 Josef Kalleitner
- 1937–1938 Johann Herzog
- 1938–1942 Anton Lixl
- 1942–1942 Franz Köck
- 1942–1942 Friedrich Dax
- 1942–1943 Anton Lechner
- 1943–1945 Josef Kalleitner
- 1945–1949 Franz Wendl
- 1949–1961 Josef Zieher
- 1961–1978 Johann Eicher
- 1978–1994 Josef Hufnagl
- 1994–2008 Matthäus Lohninger (ÖVP)
- 2008–2023 Josef Meinhart (ÖVP)[11]
- seit 2024 Josef Rauchenzauner (ÖVP; führte als Vizebürgermeister bereits ab September 2023 interimistisch die Amtsgeschäfte)[12]

### Wappen
Blasonierung: „Durch eine silberne Wellenleiste, darin eine schwarze Glasmacherpfeife, schräglinks geteilt; oben in Grün eine silberne Margeritenblüte mit goldenem Butzen, unten in Rot ein silbernes, schräglinks gelegtes Hufeisen.“
Die Gemeindefarben sind Grün-Weiß-Grün.
Das Gemeindewappen wurde 1979 von der oberösterreichischen Landesregierung verliehen. Die Margerite bezieht sich auf die Pfarrpatronin, die hl. Margaretha, das Glasbläserwerkzeug auf die Glashütte Freudenthal. Das Hufeisen steht für den traditionellen Leonhardiritt, die Wellenleiste symbolisiert die durch das Gemeindegebiet fließende Freudenthaler Ache.

## Persönlichkeiten
- Josef Lohninger (1866–1926): Von großer Bedeutung für die Erforschung der Geschichte des Attergaues ist der in Weißenkirchen geborene Prälat. Unter dem Pseudonym Dr. J. L. Atergovius veröffentlichte er 1913 Die Pfarrkirche St. Georgen im Attergau. Blätter zur Geschichte des Atergaues. Nach einer Tätigkeit als Seelsorger in Unterach wurde er 1902 zum Rektor des Deutschen Nationalinstitutes Santa Maria dell’Anima in Rom ernannt. Seinen Lebensabend verbrachte er wiederum in Weißenkirchen, wo er sich in der Nähe seines Geburtshauses ein Landhaus nach dem Muster einer römischen Landvilla errichten ließ (Atriumshaus).